# Ristisaari (ö i Birkaland, Tammerfors, lat 61,74, long 23,75)
Ristisaari är en ö i Finland. Den ligger i sjön Näsijärvi och i kommunen Ylöjärvi i den ekonomiska regionen Tammerfors och landskapet Birkaland, i den södra delen av landet, 180 km norr om huvudstaden Helsingfors. Öns area är 1,2 hektar och dess största längd är 150 meter i nord-sydlig riktning.